# Cerenicus

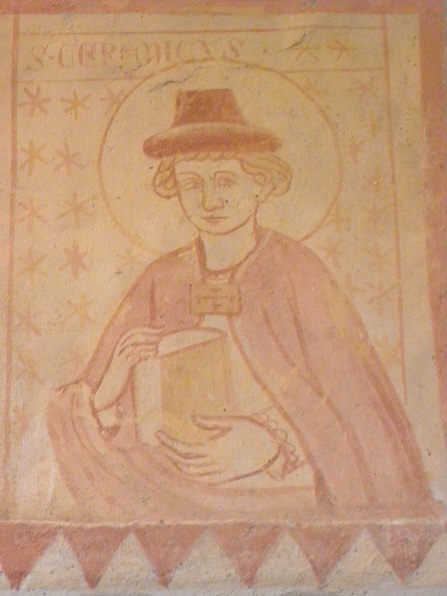
Cerenicus

Cerenicus (französisch Céneré; auch Serenicus; † 669) war ein Benediktiner und Einsiedler in Montguyon im Bistum Seez. In der katholischen Kirche wird er als Heiliger verehrt.
Der Legende zufolge war er aus Italien gebürtig und stammte aus einer vornehmen Familie zu Spoleto ab. Um sich ganz der christlichen Vollkommenheit hinzugeben, zog er sich mit seinem Bruder, dem hl. Serenedus (oder Serenus), nach Rom zurück, wo jedoch beide zu Kardinaldiakonen ernannt wurden. Aufgrund der großen Verehrung, die sie dort ihrer Tugenden wegen genossen, entschlossen sie sich, ihre Heimat zu verlassen und nach Frankreich zu gehen, wo sie in dem Dorf Saulge im Bistum Mans eine Zeitlang zusammenwohnten, bis sich Cerenicus von seinem Bruder trennte und sich nach Hyesmes zurückzog, an einen Ort, der so von der Sarthe umflossen wurde, dass er beinahe eine Insel bildete.
Nach anderen Quellen wurde er von Papst Martin I. um 650 mit seinem Bruder nach Gallien gesandt, um dort das Christentum zu verbreiten.